# Svi u porodici
All in the Family je bila hvaljena američka televizijska humoristička serija originalno emitovana na CBS-u od 12. 1. 1971. do 8. 4. 1979. U septembru 1979. serija je dobila novo izdanje pod nazivom Archie Bunker's Place. Ova verzija je snimana još četiri godine, i završena je 1983.
Seriju je produkovao Norman Lir, a temeljena je na britanskoj TV-seriji Dok nas smrt ne rastavi. Ona je relativno važna za američku televizijsku istoriju, s obzirom da su se u njoj pojavili sadržaji prethodno smatrani neprimerenim za televizijsku publiku, odnosno televizijski humor kao što su rasizam, homoseksualnost, feministički pokret, silovanje, rak dojke i impotencija.
Emisija je uživala ogromnu popularnost, te je od 1972. do 1976. bila na vrhu Nilsenove lestvice gledanosti. Samo se Kosbijev šou mogao meriti sa Svima u porodici po broju godina na vrhu gledanosti. Godine 2002. je TV vodič ovoj seriji dao 4. mesto na listi 50 najvećih TV-serija svih vremena. TV vodič je takođe protagonistu, Arčija Bankera, proglasio najvećim televizijskim likom svih vremena.
Glavni junak serije, Arči Banker, bio je radnik iz Kvinsa, koji nikada nije propuštao priliku da iznosi svoje predrasudne stavove prema ženama te pripadnicima rasnih, etničkih i drugih manjina. Tokom serije je stalno žudeo za nekim drugim, sretnijim vremenima, pre burnih društvenih promena 1960-ih i 1970-ih.
Arčijeva kći Glorija (Sali Straders) se udala za večnog studenta Majkla Stivica (Bob Rejner), koji dolazi da živi u domu Bankerovih kako bi uštedeo na novcu za stan. Stivic je tipičan pripadnik idealističke i progresivne omladine 1960-ih, što dovodi do stalnih sukoba s njegovim tastom, ali i brojnih humorističkih situacija.
Na početku emitiranja Svi u familiji je izazivala dosta kontroverzi zbog korištenja pežorativnih i politički nekorektnih izraza za crnce, Portorikance i homoseksualce. Nekim gledaocima je takođe smetalo što se u seriji prvi put može čuti povlačenje vode u toaletu, odnosno sugeriranje da su likovi obavili određene fiziološke potrebe. Najozbiljnije su bile zamerke na činjenicu da je glavni lik, uprkos tome što je neinteligentni bigot, prikazan kao simpatični porodični čovek.
Uprkos svemu, serija je uživala ogromnu popularnost, a među gledaociima serije je bio i predsednik Ričard Nikson, koji je pominje na zloglasnim Votergejtskim trakama.

## Proizašle serije
je bila karakteristična po tome što je poslužila kao podloga, odnosno rasadnik za mnoge druge uspešne TV-sitkome koje su predstavljale njene naslednike.
Prvi od njih je serija Mod, čje emitovanje je započelo 12. 9. 1972. Glavna junakinja je bila Mod Findli, Beatris Artur, Editina rođaka liberalnih gledišta koja se prvi put pojavila u All in the Family u decembru 1971. Na jesen je taj lik postao glavni lik nove TV-serije koja se održala nekoliko sezona.
Mod je i sama nešto kasnije imala nasledničku seriju zvanu Dobra vremena, a čija je glavna junakinja Florida Evans, bivša crna kućna pomoćnica Mod Findli.
Jadna drugi popularna izvedena serija je bila Džefersonovi, čija premijera na CBS-u je bila 18. januara 1975. Glavni junaci serije su bili bivši crni susedi Bankerovih - Džordž Džeferson (Šerman Hemsli) i njegova supruga Luiz „Vizi” Džeferson (Izabel Sanford, 1971-1975. na AitF). Serija je na programu ostala 9 sezona, a mnogi taj uspeh tumače time što je vešto korišćena formula originala, samo sa crncima u glavnim ulogama, pa se tako lik Džordža nazivao „Crnim Arčijem Bankerom”.
I ova serija je imala svog naslednika u obliku TV-serije Checking In, čija je glavna junakinja bila Florens, kućna pomoćnica Džefersonovih.
Ostali serije proizašle iz All in the Family su:
- , u tehničkom smislu proizašla serija, ali zapravo ništa drugo do nastavak originalne serije.
- , sitkom čiji je glavni junak Glorija, koja se razvela od Majka i započela novi život.
- čija se radnja odvija u kući Bankerovih, ali s novim stanarima.

## Speciali
Dana 16. februara 1991. CBS je emitovao 90-minutnu retrospektivu, specijal za 20. godišnjicu Svi u porodici, koju je vodio Norman Lir u znak sećanja na 20. godišnjicu emisije. Sadržao je kompilaciju isječaka iz najboljih trenutaka emisije i intervjue sa četiri glavna člana glumačke ekipe. Ovaj specijal je bio veoma dobro prihvaćen od strane gledalaca. CBS je emitovao reprize Svi u porodici tokom letnjeg rasporeda 1991. godine, privukavši više gledanosti nego za nove serije koje su uporedo prikazivane, sitkoma Normana Lira Nedeljna večera. Potonja je bio Lirov povratak produkciji TV serija nakon sedmogodišnjeg odsustva, a otkazana je nakon šestonedeljnog probnog ciklusa zbog lošeg prihvatanja publike.
ABC je 22. maja 2019. emitovao Uživo pred studijskom publikom: Norman Lirov Svi u porodici i Džefersonovi, u produkciji Lira i Džimija Kimela, a u glavnim ulogama su Vudi Harelson, Marisa Tomej, Džejmi Foks, Vanda Sajks, Ajk Barinholc, Keri Vašington i Elie Kemper.

## Literatura
- Adler, Richard P., ур. (1979). All in the Family: A Critical Appraisal. New York: Praeger. ISBN 978-0-275-90326-8. OCLC 5853047.
- Garner, Joe (2002). Stay Tuned: Television's Unforgettable Moments. Kansas City, Mo.: Andrews McMeel Publishing. ISBN 978-0-7407-2693-4. OCLC 60671579.
- McCrohan, Donna (1988). Archie & Edith, Mike & Gloria: The Tumultuous History of All in the Family. New York: Workman Publishing. ISBN 978-0-89480-527-1. OCLC 759882713.

## Spoljašnje veze
- Encyclopedia of Television entry on All in the Family
- All in the Family на веб-сајту  (језик: енглески)
- Fan History: All in the Family Архивирано на веб-сајту  (3. март 2008)
- All in the Family on emmys.com
- All in the Family on TVLand.com
- All in the Family on TV.Com Архивирано на веб-сајту  (22. јул 2011)
- All in the Family sit.com website